# تشيستر كارلسون
تشيستر كارلسون (بالإنجليزية: Chester Carlson)‏ (و. 1906 – 1968 م) هو فيزيائي، ومخترع، ومحامي من الولايات المتحدة الأمريكية . ولد في سياتيل، واشنطن .
وكان عضواً في الأكاديمية الأمريكية للفنون والعلوم .
توفي في مدينة نيويورك ، عن عمر يناهز 62 عاماً.بسبب نوبة قلبية .

## التعليم
تعلم في معهد كاليفورنيا للتقنية، وNew York Law School